# Rugby Wrocław
Klub Sportowy Rugby Wrocław – wrocławska drużyna rugby union, założona w 2005 roku.

## Historia
W 2004 dwóch animatorów rugby 7, Jarosław Konopacki i Robert Smolański, założyło Wrocławski Klub Rugby. Trenerem drużyny został Paweł Rodziejczak (zawodnik Posnanii). Następnie na Politechnice Wrocławskiej zajęcia z rugby rozpoczął Tomasz Knap. Drużyny nawiązały współpracę i w kolejnym roku Wrocławski Klub Rugby, w którym grali studenci Politechniki, przystąpił do rozgrywek Polskiej Ligi Rugby 7.
W 2006 drużyna zakończyła sezon w lidze na 28 miejscu spośród 51 sklasyfikowanych drużyn. Powołano sekcję rugby 7 przy AZS Politechnika Wrocławska i zespół zaczął występować w lidze pod tym szyldem. W 2007 drużyna awansowała do turnieju finałowego ligi, w którym zajęła szóste miejsce. Dzięki temu w sezonie 2007/2008 drużyna przystąpiła do rozgrywek Ekstraligi Rugby 7. W finałowym turnieju drużyna zajęła czwarte miejsce. W kolejnym sezonie z powodu kłopotów finansowych drużyna wycofała się z Ekstraligi i z powrotem przystąpiła do rozgrywek Polskiej Ligi Rugby 7.
W kwietniu 2011 zarejestrowano Klub Sportowy Rugby Wrocław i odtąd drużyna występowała pod taką nazwą. W finale Polskiej Ligi Rugby 7 w tym roku zajęła dziewiąte miejsce. W 2013 drużyna zakończyła rozgrywki w Polskiej Lidze Rugby 7 na szóstym miejscu.
W latach 2013–2016 klub występował w rozgrywkach ligowych rugby piętnastoosobowego, na trzecim poziomie rozgrywek:
- 2013/2014 – trzecie miejsce w II lidze[9]
- 2014/2015 – czwarte miejsce w II lidze[10]
- 2015/2016 – dziewiąte (ostatnie) miejsce w II lidze[11]
- 2016/2017 – drużyna wzięła udział tylko w pierwszej części sezonu[12]

W sezonie 2018/2019 drużyna zajęła piąte miejsce w Pucharze Polski w rugby 7 i dziesiąte w mistrzostwach Polski w rugby 7, a w kolejnym sezonie – czwarte miejsce w Pucharze Polski w rugby 7 oraz szóste w mistrzostwach Polski w tej odmianie rugby. W 2021 zajęła w mistrzostwach Polski siódme miejsce.

## Władze
Prezesem klubu jest Bartosz Ryś. Trenerami drużyny seniorów są Tomasz Knap i Konrad Niedźwiedź.